# 中国人民解放军96604部队医院
中国人民解放军96604部队医院，又称三爱堂医院，位于甘肃省兰州市城关区静宁路72号，隶属中国人民解放军96604部队，为三级甲等医院。

## 简介
中国人民解放军第一医院的前身是中国工农红军时期的中央直属干部休养连和抗日战争时期的军委直属医疗所，1939年在延安扩建为八路军军医院，白求恩曾在医院工作。同年白求恩殉职，1939年12月1日，八路军总部颁发命令，将八路军军医院更名为白求恩国际和平医院（后来设分院后改称白求恩国际和平医院总院）。1946年6月，全面内战爆发。1946年11月，白求恩国际和平医院总院奉命改编为陕甘宁晋绥联防军卫生部第二后方医院，撤出延安，同时将白求恩国际和平医院总院的名称转交给延安中央医院（后来演变为北京医院、西安市儿童医院、唐都医院等）。1947年7月，医院番号改为中国人民解放军西北野战军第二后方医院，归中国人民解放军西北野战军后勤部领导。1949年2月，番号改为中国人民解放军第一野战军第二野战医院。1949年8月26日，医院随同第一野战军前总机关进驻兰州。1950年7月，与已被西北军区接管的原西北军政长官公署下辖的“兰州中央医院”合并，改编成中国人民解放军西北军区第一陆军医院。1951年7月，西北军区第一陆军医院第二部分出，成立中国人民解放军西北军区第四陆军医院。1954年7月，更名为中国人民解放军第一医院，沿用至今。1955年，医院从兰州市木塔巷和金天观，迁入现址“三爱堂”。“三爱堂”原是张自忠主政西北时的西北行政长官公署，兰州解放后曾为中国人民解放军第一野战军司令部和彭德怀住地，“三爱堂医院”也由此得名。
1996年，医院被中国人民解放军总后勤部卫生部评定为“三级甲等医院”。2000年代，先后参加援外医疗、抗击“非典”、汶川大地震抗震救灾、收治结石患儿等重大任务。其中，2008年9月初，该院泌尿外科主任张伟致信《南方周末》，揭露三鹿奶粉导致婴儿患结石，后来他又和科室医生商量后，让患儿家属找《兰州晨报》曝光，最终促使三鹿奶粉事件曝光，中华人民共和国卫生部部长陈竺来该医院视察时说：“张伟是一名具有战略眼光，敢于承担责任的医生。”该医院也成为全国发现最早、救治最及时、抢救危重结石患儿最多的医院。截至2008年，医院设有高压氧治疗、肝胆外科、传染病防治等3个兰州军区专科中心。
2016年，在深化国防和军队改革中，医院由中国人民解放军兰州军区联勤部转隶西宁联勤保障中心。

## 历任领导
| 院长 - 张华麟（1951年—？，西北军区第四陆军医院院长、第一医院院长） …… - 贾兴民（？—？） - 李晓云（？—？） - 吴永胜（？—？） | 政治委员 …… - 张兴礼（？—？） - 余志坚（？—？） |